# صدف رحیمی
صدف رحیمی بوکسور اهل افغانستان است. وی نخستین زن بوکسور از افغانستان است که موفق به دعوت به بازی‌های المپیک تابستانی ۲۰۱۲ در لندن شد. همچنین رحیمی نخستین زن بوکسور در تیم ملی بانوان فدراسیون بوکسینگ در افغانستان است.